# Michael Hall Jr.
Michael Hall Jr. (Cleveland, 13 giugno 2003) è un giocatore di football americano statunitense che milita nel ruolo di defensive tackle per i Cleveland Browns della National Football League (NFL).

## Carriera universitaria
Nella prima stagione a Ohio State nel 2021, Hall dispute 4 partite, prima di passare il resto dell’annata come redshirt, potendo cioè allenarsi con la squadra ma non scendere in camp. L’anno successivo divenne titolare della linea difensiva dei Buckeyes. Nella prima partita della stagione mise a segno 4 tackle, di cui 2 con perdita di yard, e un sack contro Notre Dame. Malgrado fosse stato limitato da un infortunio, a fine stagione i suoi 7,5 placcaggi con perdita di yard furono il massimo della sua squadra.
Nel 2023 Hall disputò tutte le 16 partite e chiuse la sua carriera con i Buckeyes totalizzando 19 pressioni sul quarterback e 5 sack.

## Carriera professionistica

### Cleveland Browns
Hall fu scelto nel corso del secondo giro (54º assoluto) del Draft NFL 2024 dai Cleveland Browns. Nella sua prima stagione mise a segno 14 placcaggi e un sack in 8 presenze, di cui 3 come titolare.